# Eddy Ouwens
Eddy Ouwens (Rotterdam, 30 mei 1946) is een Nederlands zanger, componist en muziekproducent.

## Biografie

### Jeugd
Ouwens groeide op in een arbeidersgezin in Rotterdam, als zoon van een bouwvakker. Al vroeg luisterde hij veel naar de radio en nam hij zich voor om in de muziekwereld te gaan werken.

### Carrière
Ouwens speelde als 13-jarige reeds in een coverbandje en organiseerde concertavonden die hij vaak zelf presenteerde. Hij benaderde bekende artiesten en wist onder andere Johnny Jordaan, Rob de Nijs en Conny Vandenbos voor zijn shows te strikken. Rond 1966 organiseerde en presenteerde hij talentenjachten. Toen een winnende popgroep zonder zanger kwam te zitten, bood hij zichzelf aan. De aldus gevormde band Eddysons trad op door heel Nederland. In april 1968 werd met de song Ups and downs de Veronica Top 40 gehaald. Drie andere nummers halen de Tipparade.
In 1969 brak Ouwens met de band om verder te gaan als muziekproducent. Omdat hij daar onvoldoende mee verdiende, was hij tevens werkzaam bij een muziekuitgeverij, als plugger en in de weekeinden als diskjockey. Via Vincent van Engelen kwam hij bij de VARA, waarvoor hij aanvankelijk drive-inshows presenteerde. Vanaf 1972 presenteerde hij het televisieprogramma Popzien, waarin internationale acts als Mud, Rod Stewart, Eagles en Ry Cooder optraden. Ook haalde hij als eerste ABBA naar Nederland. Zijn eerste succes als producent scoorde hij in 1972 met het nummer Summer Of '71 van Bolland & Bolland. Een jaar later is hij succesvol met het door hem geschreven en geproduceerde Ginny Ginny, Is everybody happy en One and one is two van de band Jackpot.
Vanaf 1974 legde Ouwens zich nog enkel toe op componeren en produceren. Hij was de man achter het Nederlandse songfestivalsucces Ding-a-Dong van Teach-In. Met deze groep en met Jackpot scoorde hij in deze periode verschillende hits. Een meer persoonlijk succes kwam in 1977 toen hij naar aanleiding van het overlijden van Elvis Presley het nummer I remember Elvis Presley schreef en onder het pseudoniem Danny Mirror uitbracht. Wereldwijd werden er meer dan twee miljoen exemplaren van gekocht, in de Top 40 en de Nationale Hitparade kwam de single op nummer één en in Engeland werd een vierde plek in de hitlijst behaald. Door diskjockey en recensent Felix Meurders werd Ouwens in de Hitkrant van "lijkenpikkerij" beschuldigd. Ouwens, die beweerde zeer emotioneel en oprecht te zijn geweest bij het schrijven van het lied, was woedend en spande een kortgeding aan. Hij werd in het gelijk gesteld, waarna de Hitkrant de opmerking op de voorpagina moest rectificeren.
Ouwens startte in de jaren tachtig een eigen productiemaatschappij en het label A&R Records. Nadat het bedrijf in 1983 failliet ging, was hij bankroet. Als manager begeleidde hij de Bobbysocks tijdens het winnen van het Eurovisiesongfestival 1985. Hij schreef daarnaast jingles en commercials, onder andere voor de NOS en voor een wasmachinefabrikant (AEG laat je niet in de steek). Vanaf 1990 presenteerde hij op de radiozender Holland FM en schreef en produceerde hij met zijn bedrijf Eddy Ouwens Productions muziek voor bedrijven als IKEA, Douwe Egberts, Knorr en Duyvis. In 1996 richtte hij platenmaatschappij ABCD op en werkte hij samen met onder andere Stef Meeder en Justine Pelmelay. In 1999 verkocht hij ABCD om vervolgens het productie- en adviesbureau Ed Vice te starten. Op 31 maart 2009 werd Ed Vice BV failliet verklaard.

## NPO Radio 2 Top 2000
Van Eddy Ouwens stond alleen I remember Elvis Presley in 1999 in de NPO Radio 2 Top 2000, op plek 1947.
- Bibsys: 8046937
- Gemeinsame Normdatei: 135306663
- International Standard Name Identifier: 0000 0001 3085 2640
- MusicBrainz: ad0232db-0454-45b1-b7fe-6cc52d4ba173
- Nationale Bibliotheek van Tsjechië: xx0182809
- Nationale Bibliotheek van Israël: 987007506110505171
- Virtual International Authority File: 301736277